# Гурівці
Гу́рівці — село в Україні, у Глуховецькій громаді Хмільницького району Вінницької області.

## Географія
Через село тече річка Закіянка, права притока Гуйви.

## Відомі люди
- Бабій Борис Мусійович — український науковець, дослідник історії держави та права, доктор юридичних наук, професор, академік АН УРСР, заслужений діяч науки УРСР.
- Хилюк Тихон Феофанович — хорунжий Кінної сотні штабу 8-ї стрілецької бригади 3-ї Залізної дивізії Армії УНР Армії УНР.
- Шевчук Василь Петрович — доктор історичних наук, професор, науковець, педагог, фахівець у галузі історії.
- Костюк Андрій Васильович — підполковник, Герой Радянського Союзу, почесний громадянин Вінниці.
- Оцабера Олександр Аркадійович (1989—2016) — молодший сержант Збройних сил України, учасник російсько-української війни.